# Montigné-sur-Moine
Pour les articles homonymes, voir Montigné (homonymie).
Montigné-sur-Moine est une ancienne commune française, du département de Maine-et-Loire, réunie en 2000 à Montfaucon-sur-Moine pour former la commune de Montfaucon-Montigné.

## Géographie
Montigné-sur-Moine s'étend sur 16,51 km2.

## Toponymie
Formes anciennes du nom de Montigné : Montigniacus au XIIIe siècle, Montignetum au XVIe siècle, Montigné-en-Marche en 1540, Parochia Montignensis en 1645, Montigné-sur-Moine au XIXe siècle, Montigné en 1793 et 1801, Montigné-sur-Moine en 1914, Montigné en 1793 et 1801, Montigné-sur-Moine en 1914.
L'étymologie de Montigné serait soit le bas latin Montiniacus, de mons, montem « montagne », suivi du suffixe -acum, d'origine gauloise, soit du nom d'homme latin Montanius ou Montinius, suivi du suffixe -acum également.
Une autre commune porte le nom de Montigné : Montigné (Charente). Voir Montaniacum.

## Histoire
Quant à Montigné-sur-Moine, la seigneurie relève de Montfaucon. À cette époque ce territoire fait partie des Marches de Bretagne-Anjou (région de Champtoceaux à Montfaucon).
En 1790, après la réorganisation administrative qui suit la Révolution, Montigné dépend du canton de Montfaucon, Montigné et Saint Germain.
Comme dans le reste de la région, à la fin du XVIIIe siècle se déroule la guerre de Vendée, qui marque de son empreinte le pays tout entier. Plus au sud, le 19 septembre 1793 la bataille de Torfou voit la victoire des troupes vendéennes contre celles de Kléber.
La pacification avec les chefs vendéens est signée à Montfaucon le 28 janvier 1800.

Durant les Cent-Jours d'anciens Vendéens reprennent les armes. Le 10 juin 1815 une pacification est à nouveau signée.
La commune est intégrée au district de Cholet, puis en 1800 à l'arrondissement de Beaupreau qui devient en 1857 l'arrondissement de Cholet,.

## Politique et administration
| Période                                  | Période    | Identité        | Étiquette | Qualité |
| ---------------------------------------- | ---------- | --------------- | --------- | ------- |
| avant 1857                               | après 1857 | Joseph Grégoire |           |         |
| Les données manquantes sont à compléter. |            |                 |           |         |

## Population et société

### Démographie
| 1793 | 1800 | 1806  | 1821  | 1831  | 1836  | 1841  | 1846  | 1851  |
| ---- | ---- | ----- | ----- | ----- | ----- | ----- | ----- | ----- |
| -    | 917  | 1 232 | 1 019 | 1 010 | 1 058 | 1 057 | 1 115 | 1 135 |

| 1856  | 1861  | 1866  | 1872  | 1876  | 1881  | 1886  | 1891  | 1896  |
| ----- | ----- | ----- | ----- | ----- | ----- | ----- | ----- | ----- |
| 1 182 | 1 194 | 1 187 | 1 164 | 1 127 | 1 133 | 1 134 | 1 100 | 1 045 |

| 1901 | 1906 | 1911 | 1921 | 1926 | 1931 | 1936 | 1946  | 1954  |
| ---- | ---- | ---- | ---- | ---- | ---- | ---- | ----- | ----- |
| 995  | 959  | 957  | 886  | 941  | 957  | 997  | 1 020 | 1 056 |

| 1962  | 1968  | 1975  | 1982  | 1990  | 1999  | - | - | - |
| ----- | ----- | ----- | ----- | ----- | ----- | - | - | - |
| 1 202 | 1 272 | 1 197 | 1 225 | 1 262 | 1 204 | - | - | - |

## Personnalités liées à la commune
- Louis Lofficial (1751-1815), homme politique et député, y est né[12].